# Samomat
|   | a | b | c | d | e | f | g | h |   |
| 8 | a8 – Czarny król · b8 – Czarny goniec · g8 – Biały hetman · a6 – Czarny pionek · b6 – Biały pionek · a5 – Biały pionek · b5 – Czarny pionek · c5 – Biały król · b4 – Biały pionek | a8 – Czarny król · b8 – Czarny goniec · g8 – Biały hetman · a6 – Czarny pionek · b6 – Biały pionek · a5 – Biały pionek · b5 – Czarny pionek · c5 – Biały król · b4 – Biały pionek | a8 – Czarny król · b8 – Czarny goniec · g8 – Biały hetman · a6 – Czarny pionek · b6 – Biały pionek · a5 – Biały pionek · b5 – Czarny pionek · c5 – Biały król · b4 – Biały pionek | a8 – Czarny król · b8 – Czarny goniec · g8 – Biały hetman · a6 – Czarny pionek · b6 – Biały pionek · a5 – Biały pionek · b5 – Czarny pionek · c5 – Biały król · b4 – Biały pionek | a8 – Czarny król · b8 – Czarny goniec · g8 – Biały hetman · a6 – Czarny pionek · b6 – Biały pionek · a5 – Biały pionek · b5 – Czarny pionek · c5 – Biały król · b4 – Biały pionek | a8 – Czarny król · b8 – Czarny goniec · g8 – Biały hetman · a6 – Czarny pionek · b6 – Biały pionek · a5 – Biały pionek · b5 – Czarny pionek · c5 – Biały król · b4 – Biały pionek | a8 – Czarny król · b8 – Czarny goniec · g8 – Biały hetman · a6 – Czarny pionek · b6 – Biały pionek · a5 – Biały pionek · b5 – Czarny pionek · c5 – Biały król · b4 – Biały pionek | a8 – Czarny król · b8 – Czarny goniec · g8 – Biały hetman · a6 – Czarny pionek · b6 – Biały pionek · a5 – Biały pionek · b5 – Czarny pionek · c5 – Biały król · b4 – Biały pionek | 8 |
| 7 | a8 – Czarny król · b8 – Czarny goniec · g8 – Biały hetman · a6 – Czarny pionek · b6 – Biały pionek · a5 – Biały pionek · b5 – Czarny pionek · c5 – Biały król · b4 – Biały pionek | a8 – Czarny król · b8 – Czarny goniec · g8 – Biały hetman · a6 – Czarny pionek · b6 – Biały pionek · a5 – Biały pionek · b5 – Czarny pionek · c5 – Biały król · b4 – Biały pionek | a8 – Czarny król · b8 – Czarny goniec · g8 – Biały hetman · a6 – Czarny pionek · b6 – Biały pionek · a5 – Biały pionek · b5 – Czarny pionek · c5 – Biały król · b4 – Biały pionek | a8 – Czarny król · b8 – Czarny goniec · g8 – Biały hetman · a6 – Czarny pionek · b6 – Biały pionek · a5 – Biały pionek · b5 – Czarny pionek · c5 – Biały król · b4 – Biały pionek | a8 – Czarny król · b8 – Czarny goniec · g8 – Biały hetman · a6 – Czarny pionek · b6 – Biały pionek · a5 – Biały pionek · b5 – Czarny pionek · c5 – Biały król · b4 – Biały pionek | a8 – Czarny król · b8 – Czarny goniec · g8 – Biały hetman · a6 – Czarny pionek · b6 – Biały pionek · a5 – Biały pionek · b5 – Czarny pionek · c5 – Biały król · b4 – Biały pionek | a8 – Czarny król · b8 – Czarny goniec · g8 – Biały hetman · a6 – Czarny pionek · b6 – Biały pionek · a5 – Biały pionek · b5 – Czarny pionek · c5 – Biały król · b4 – Biały pionek | a8 – Czarny król · b8 – Czarny goniec · g8 – Biały hetman · a6 – Czarny pionek · b6 – Biały pionek · a5 – Biały pionek · b5 – Czarny pionek · c5 – Biały król · b4 – Biały pionek | 7 |
| 6 | a8 – Czarny król · b8 – Czarny goniec · g8 – Biały hetman · a6 – Czarny pionek · b6 – Biały pionek · a5 – Biały pionek · b5 – Czarny pionek · c5 – Biały król · b4 – Biały pionek | a8 – Czarny król · b8 – Czarny goniec · g8 – Biały hetman · a6 – Czarny pionek · b6 – Biały pionek · a5 – Biały pionek · b5 – Czarny pionek · c5 – Biały król · b4 – Biały pionek | a8 – Czarny król · b8 – Czarny goniec · g8 – Biały hetman · a6 – Czarny pionek · b6 – Biały pionek · a5 – Biały pionek · b5 – Czarny pionek · c5 – Biały król · b4 – Biały pionek | a8 – Czarny król · b8 – Czarny goniec · g8 – Biały hetman · a6 – Czarny pionek · b6 – Biały pionek · a5 – Biały pionek · b5 – Czarny pionek · c5 – Biały król · b4 – Biały pionek | a8 – Czarny król · b8 – Czarny goniec · g8 – Biały hetman · a6 – Czarny pionek · b6 – Biały pionek · a5 – Biały pionek · b5 – Czarny pionek · c5 – Biały król · b4 – Biały pionek | a8 – Czarny król · b8 – Czarny goniec · g8 – Biały hetman · a6 – Czarny pionek · b6 – Biały pionek · a5 – Biały pionek · b5 – Czarny pionek · c5 – Biały król · b4 – Biały pionek | a8 – Czarny król · b8 – Czarny goniec · g8 – Biały hetman · a6 – Czarny pionek · b6 – Biały pionek · a5 – Biały pionek · b5 – Czarny pionek · c5 – Biały król · b4 – Biały pionek | a8 – Czarny król · b8 – Czarny goniec · g8 – Biały hetman · a6 – Czarny pionek · b6 – Biały pionek · a5 – Biały pionek · b5 – Czarny pionek · c5 – Biały król · b4 – Biały pionek | 6 |
| 5 | a8 – Czarny król · b8 – Czarny goniec · g8 – Biały hetman · a6 – Czarny pionek · b6 – Biały pionek · a5 – Biały pionek · b5 – Czarny pionek · c5 – Biały król · b4 – Biały pionek | a8 – Czarny król · b8 – Czarny goniec · g8 – Biały hetman · a6 – Czarny pionek · b6 – Biały pionek · a5 – Biały pionek · b5 – Czarny pionek · c5 – Biały król · b4 – Biały pionek | a8 – Czarny król · b8 – Czarny goniec · g8 – Biały hetman · a6 – Czarny pionek · b6 – Biały pionek · a5 – Biały pionek · b5 – Czarny pionek · c5 – Biały król · b4 – Biały pionek | a8 – Czarny król · b8 – Czarny goniec · g8 – Biały hetman · a6 – Czarny pionek · b6 – Biały pionek · a5 – Biały pionek · b5 – Czarny pionek · c5 – Biały król · b4 – Biały pionek | a8 – Czarny król · b8 – Czarny goniec · g8 – Biały hetman · a6 – Czarny pionek · b6 – Biały pionek · a5 – Biały pionek · b5 – Czarny pionek · c5 – Biały król · b4 – Biały pionek | a8 – Czarny król · b8 – Czarny goniec · g8 – Biały hetman · a6 – Czarny pionek · b6 – Biały pionek · a5 – Biały pionek · b5 – Czarny pionek · c5 – Biały król · b4 – Biały pionek | a8 – Czarny król · b8 – Czarny goniec · g8 – Biały hetman · a6 – Czarny pionek · b6 – Biały pionek · a5 – Biały pionek · b5 – Czarny pionek · c5 – Biały król · b4 – Biały pionek | a8 – Czarny król · b8 – Czarny goniec · g8 – Biały hetman · a6 – Czarny pionek · b6 – Biały pionek · a5 – Biały pionek · b5 – Czarny pionek · c5 – Biały król · b4 – Biały pionek | 5 |
| 4 | a8 – Czarny król · b8 – Czarny goniec · g8 – Biały hetman · a6 – Czarny pionek · b6 – Biały pionek · a5 – Biały pionek · b5 – Czarny pionek · c5 – Biały król · b4 – Biały pionek | a8 – Czarny król · b8 – Czarny goniec · g8 – Biały hetman · a6 – Czarny pionek · b6 – Biały pionek · a5 – Biały pionek · b5 – Czarny pionek · c5 – Biały król · b4 – Biały pionek | a8 – Czarny król · b8 – Czarny goniec · g8 – Biały hetman · a6 – Czarny pionek · b6 – Biały pionek · a5 – Biały pionek · b5 – Czarny pionek · c5 – Biały król · b4 – Biały pionek | a8 – Czarny król · b8 – Czarny goniec · g8 – Biały hetman · a6 – Czarny pionek · b6 – Biały pionek · a5 – Biały pionek · b5 – Czarny pionek · c5 – Biały król · b4 – Biały pionek | a8 – Czarny król · b8 – Czarny goniec · g8 – Biały hetman · a6 – Czarny pionek · b6 – Biały pionek · a5 – Biały pionek · b5 – Czarny pionek · c5 – Biały król · b4 – Biały pionek | a8 – Czarny król · b8 – Czarny goniec · g8 – Biały hetman · a6 – Czarny pionek · b6 – Biały pionek · a5 – Biały pionek · b5 – Czarny pionek · c5 – Biały król · b4 – Biały pionek | a8 – Czarny król · b8 – Czarny goniec · g8 – Biały hetman · a6 – Czarny pionek · b6 – Biały pionek · a5 – Biały pionek · b5 – Czarny pionek · c5 – Biały król · b4 – Biały pionek | a8 – Czarny król · b8 – Czarny goniec · g8 – Biały hetman · a6 – Czarny pionek · b6 – Biały pionek · a5 – Biały pionek · b5 – Czarny pionek · c5 – Biały król · b4 – Biały pionek | 4 |
| 3 | a8 – Czarny król · b8 – Czarny goniec · g8 – Biały hetman · a6 – Czarny pionek · b6 – Biały pionek · a5 – Biały pionek · b5 – Czarny pionek · c5 – Biały król · b4 – Biały pionek | a8 – Czarny król · b8 – Czarny goniec · g8 – Biały hetman · a6 – Czarny pionek · b6 – Biały pionek · a5 – Biały pionek · b5 – Czarny pionek · c5 – Biały król · b4 – Biały pionek | a8 – Czarny król · b8 – Czarny goniec · g8 – Biały hetman · a6 – Czarny pionek · b6 – Biały pionek · a5 – Biały pionek · b5 – Czarny pionek · c5 – Biały król · b4 – Biały pionek | a8 – Czarny król · b8 – Czarny goniec · g8 – Biały hetman · a6 – Czarny pionek · b6 – Biały pionek · a5 – Biały pionek · b5 – Czarny pionek · c5 – Biały król · b4 – Biały pionek | a8 – Czarny król · b8 – Czarny goniec · g8 – Biały hetman · a6 – Czarny pionek · b6 – Biały pionek · a5 – Biały pionek · b5 – Czarny pionek · c5 – Biały król · b4 – Biały pionek | a8 – Czarny król · b8 – Czarny goniec · g8 – Biały hetman · a6 – Czarny pionek · b6 – Biały pionek · a5 – Biały pionek · b5 – Czarny pionek · c5 – Biały król · b4 – Biały pionek | a8 – Czarny król · b8 – Czarny goniec · g8 – Biały hetman · a6 – Czarny pionek · b6 – Biały pionek · a5 – Biały pionek · b5 – Czarny pionek · c5 – Biały król · b4 – Biały pionek | a8 – Czarny król · b8 – Czarny goniec · g8 – Biały hetman · a6 – Czarny pionek · b6 – Biały pionek · a5 – Biały pionek · b5 – Czarny pionek · c5 – Biały król · b4 – Biały pionek | 3 |
| 2 | a8 – Czarny król · b8 – Czarny goniec · g8 – Biały hetman · a6 – Czarny pionek · b6 – Biały pionek · a5 – Biały pionek · b5 – Czarny pionek · c5 – Biały król · b4 – Biały pionek | a8 – Czarny król · b8 – Czarny goniec · g8 – Biały hetman · a6 – Czarny pionek · b6 – Biały pionek · a5 – Biały pionek · b5 – Czarny pionek · c5 – Biały król · b4 – Biały pionek | a8 – Czarny król · b8 – Czarny goniec · g8 – Biały hetman · a6 – Czarny pionek · b6 – Biały pionek · a5 – Biały pionek · b5 – Czarny pionek · c5 – Biały król · b4 – Biały pionek | a8 – Czarny król · b8 – Czarny goniec · g8 – Biały hetman · a6 – Czarny pionek · b6 – Biały pionek · a5 – Biały pionek · b5 – Czarny pionek · c5 – Biały król · b4 – Biały pionek | a8 – Czarny król · b8 – Czarny goniec · g8 – Biały hetman · a6 – Czarny pionek · b6 – Biały pionek · a5 – Biały pionek · b5 – Czarny pionek · c5 – Biały król · b4 – Biały pionek | a8 – Czarny król · b8 – Czarny goniec · g8 – Biały hetman · a6 – Czarny pionek · b6 – Biały pionek · a5 – Biały pionek · b5 – Czarny pionek · c5 – Biały król · b4 – Biały pionek | a8 – Czarny król · b8 – Czarny goniec · g8 – Biały hetman · a6 – Czarny pionek · b6 – Biały pionek · a5 – Biały pionek · b5 – Czarny pionek · c5 – Biały król · b4 – Biały pionek | a8 – Czarny król · b8 – Czarny goniec · g8 – Biały hetman · a6 – Czarny pionek · b6 – Biały pionek · a5 – Biały pionek · b5 – Czarny pionek · c5 – Biały król · b4 – Biały pionek | 2 |
| 1 | a8 – Czarny król · b8 – Czarny goniec · g8 – Biały hetman · a6 – Czarny pionek · b6 – Biały pionek · a5 – Biały pionek · b5 – Czarny pionek · c5 – Biały król · b4 – Biały pionek | a8 – Czarny król · b8 – Czarny goniec · g8 – Biały hetman · a6 – Czarny pionek · b6 – Biały pionek · a5 – Biały pionek · b5 – Czarny pionek · c5 – Biały król · b4 – Biały pionek | a8 – Czarny król · b8 – Czarny goniec · g8 – Biały hetman · a6 – Czarny pionek · b6 – Biały pionek · a5 – Biały pionek · b5 – Czarny pionek · c5 – Biały król · b4 – Biały pionek | a8 – Czarny król · b8 – Czarny goniec · g8 – Biały hetman · a6 – Czarny pionek · b6 – Biały pionek · a5 – Biały pionek · b5 – Czarny pionek · c5 – Biały król · b4 – Biały pionek | a8 – Czarny król · b8 – Czarny goniec · g8 – Biały hetman · a6 – Czarny pionek · b6 – Biały pionek · a5 – Biały pionek · b5 – Czarny pionek · c5 – Biały król · b4 – Biały pionek | a8 – Czarny król · b8 – Czarny goniec · g8 – Biały hetman · a6 – Czarny pionek · b6 – Biały pionek · a5 – Biały pionek · b5 – Czarny pionek · c5 – Biały król · b4 – Biały pionek | a8 – Czarny król · b8 – Czarny goniec · g8 – Biały hetman · a6 – Czarny pionek · b6 – Biały pionek · a5 – Biały pionek · b5 – Czarny pionek · c5 – Biały król · b4 – Biały pionek | a8 – Czarny król · b8 – Czarny goniec · g8 – Biały hetman · a6 – Czarny pionek · b6 – Biały pionek · a5 – Biały pionek · b5 – Czarny pionek · c5 – Biały król · b4 – Biały pionek | 1 |
|   | a | b | c | d | e | f | g | h |   |

Samomat – zadanie w kompozycji szachowej, w którym zawsze zaczynają białe, polegające na wymuszeniu takiej gry czarnych, która doprowadzi do dania mata białym w ściśle określonej liczbie posunięć (pomimo zastosowania najlepszej możliwej obrony).
Na diagramie pokazano przykład samomata w czterech posunięciach:
1. Kd4 Kb7
2. Hd5+ Kc8
3. b7+ Kc7
4. Kc5 Ga7 mat